# Peter Thomas, Baron Thomas of Gwydir
Peter John Mitchell Thomas, Baron Thomas of Gwydir (* 31. Juli 1920 in Llanrwst, Gwynedd; † 4. Februar 2008) war ein britischer Politiker der Conservative Party.

## Werdegang
Thomas erhielt seine Schulausbildung im Epworth College in Rhyl und im Jesus College in Oxford. Bei Ausbruch des Zweiten Weltkriegs trat er in die Royal Air Force ein. Als Bomberpilot wurde er 1941 abgeschossen und verbrachte die folgenden vier Jahre als Kriegsgefangener in Deutschland.
1947 wurde er am Middle Temple als Barrister und 1965 wurde er Kronanwalt.
1951 wurde er als Abgeordneter für den Wahlkreis Conway ins britische House of Commons gewählt. 1959 bis 1961 war er Staatssekretär im Arbeitsministerium. 1963 bis 1964 war er Außenminister im Foreign and Commonwealth Office. 1966 verlor er seinen Sitz im Parlament, kehrte aber 1970 für den Wahlkreis Hendon South in das Parlament zurück. Abgeordneter blieb er bis 1987. Er war Vorsitzender der Conservative Party von 1970 bis 1972 und von 1970 bis 1997 Minister für Wales.
1987 wurde Thomas als Baron Thomas of Gwydir, of Llanrwst in the County of Gwynedd, in zum Life Peer erhoben, womit ein Sitz im House of Lords verbunden war.